# Motora Yūjirō

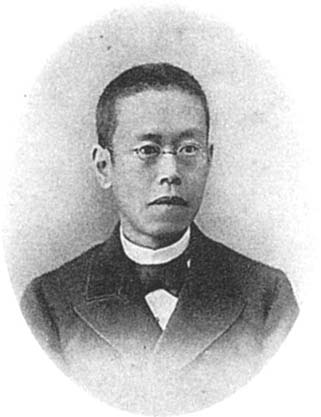
Motora Yūjirō

Motora Yūjirō (japanisch  元良 勇次郎; geboren 5. Dezember 1858 in der Provinz Harima; gestorben 1. Dezember 1912) war ein früher japanischer Psychologe.

## Leben und Wirken
Motora Yūjirō wurde als Sohn der Familie Sanda (三田) geboren und von der Familie Motora adoptiert. Nach seinem Studium an der „Dōshisha Eigakkō“ (同志社英学校), der Vorläufereinrichtung der Dōshisha-Universität in Kyōto unterrichtete dann bei der Tōkyō Agricultural Co., Ltd. (東京農学社, Tōkyō nōgaku-sha) und setzte sich mit aller Kraft für Gründung der Universität Aoyama-Gakuin-Universität ein.
1883 ging Motora in die Vereinigten Staaten und studierte zwei Jahre lang Philosophie an der Boston University. Dann besuchte er drei Jahre die Johns Hopkins University. Er promovierte bei G. S. Hall, einer führenden Persönlichkeit in den frühen Tagen der amerikanischen Psychologie.
Nach seiner Rückkehr nach Japan im Jahr 1888 wurde Motora Dozent für naturwissenschaftlich-betonte Psychologie an der Universität Tokio, Professor im Jahr 1890 und Leiter des ersten Kurses für Psychologie, Ethik und Logik im Jahr 1893. Er wurde leitender Professor und Mitglied der Japanische Akademie der Wissenschaften. Weiter wurde er Mitglied der „International Psychological Association“. Neben der Gründung eines Labors für psychologische Untersuchungen an der Universität Tokio 1903 spielte er eine führende Rolle als Japans erster Psychologe mit Vorträgen, Schreibtätigkeit und Übersetzungen auf den Gebieten Philosophie, Psychologie und Ethik.
Das Gebiet Psychologie wurde zwar zu Beginn der Meiji-Ära von Nishi Amane, Nishimura Shigeki, Inoue Tetsujirō und anderen Gelehrten aus Europa und den Vereinigten Staaten eingeführt, die Stellung als akademisches Fach kam erst durch Motora zustande. Der weitere Aufbau des Labors wurde vom Mitarbeiter Motoras und späteren Nachfolger Matsumoto Matatarō (1865–1943) vorgenommen.
Das Lehrbuch „Shinrigaku gairon“ (心理学概論) – „Einführung in die Psychologie“ wurde aus Motoras Nachlass 1915 publiziert. In dem Buch versucht Motora die allgemeine Psychologie mit einer naturwissenschaftlichen Basis unter Ausschluss von Spekulation zu systematisieren.